# Asheville Challenger 1978
L'Asheville Challenger 1978 è stato un torneo di tennis facente parte della categoria ATP Challenger Series nell'ambito dell'ATP Challenger Series 1978. Il torneo si è giocato a Asheville negli Stati Uniti dal 2 all'8 luglio 1978 su campi in terra rossa.

## Vincitori

### Singolare
Eliot Teltscher ha battuto in finale  Deon Joubert con il punteggio di 6–1, 7–5

### Doppio
Rejaen Genois /  Ramiro Benavides hanno battuto in finale  Jai Di Louie /  Ferdi Taygan con il punteggio di 7–5, 4–6, 7–6